# カンポリエート
カンポリエート（イタリア語: Campolieto）は、イタリア共和国モリーゼ州カンポバッソ県にある、人口約900人の基礎自治体（コムーネ）。

## 地理

### 位置・広がり

#### 隣接コムーネ
隣接するコムーネは以下の通り。
- カステッリーノ・デル・ビフェルノ
- マトリーチェ
- モナチリオーニ
- モッローネ・デル・サンニオ
- リパボットーニ
- サン・ジョヴァンニ・イン・ガルド

## 姉妹都市
- アレーゼ、イタリア 2006年